# Atentados de Volgogrado em 2013
Atentados em Volgogrado foi uma série de atentados ocorridos em 29 e 30 de dezembro de 2013 em Volgogrado, cidade que se estende às margens do rio Volga, no sudeste da Rússia, e conhecida durante a existência da União Soviética como Stalingrado, palco da maior batalha terrestre da Segunda Guerra Mundial.
Os atentados, ocorridos na estação de trem da cidade e num trólebus com menos de 24 horas de diferença, mataram 34 pessoas, 18 na estação e 16 no ônibus elétrico.

## Dia 29
Às 12h45 (hora local) uma mulher-bomba suicida chechena, Oksana Aslanova, segundo a imprensa local, explodiu-se na estação de trem Volgograd-1 usando um cinto de explosivos amarrado ao corpo com 10 kg de TNT, matando dezoito pessoas e ferindo outras quinze. A explosão ocorreu perto dos detectores de metal na entrada da estação. Câmeras de TV registraram o momento da explosão. Nenhum grupo se responsabilizou pelo ataque mas o governo russo trata o caso como um ataque terrorista. Em 31 de dezembro, novas investigações apontavam para que a detonação tivesse sido feita por um homem, ao invés de uma mulher, identificado como Pavel Pechonkin, integrante de um grupo extremista islâmico, identificação ainda não confirmada pela polícia russa.
O presidente Vladimir Putin ordenou que todos os feridos fossem transportados para Moscou para melhor atendimento e o ministro do Interior ordenou que as medidas de segurança em todo o país fossem reforçadas.
O atentado, ocorrido às vésperas dos Jogos Olímpicos de Inverno de 2014, em Sochi, na Rússia, provocou declaração do Comitê Olímpico Internacional, que expressou suas condolências às vítimas e reafirmou sua confiança no governo russo em garantir toda segurança para os próximos Jogos.
Oksana Aslanova, apontada como a mulher-bomba no primeiro ataque, era uma muçulmana da Chechênia e por duas vezes viúva de militantes independentistas islâmicos, ambos mortos durante ações de guerrilha por forças de segurança russas e procurada pelas forças de segurança russas desde junho de 2012. Aslanova era amiga de Naida Asiyalova, também conhecida como "Amaturahman", outra militante chechena que também suicidou-se explodindo o próprio corpo em um ônibus na mesma cidade em outubro de 2013, deixando seis mortos.

## Dia 30

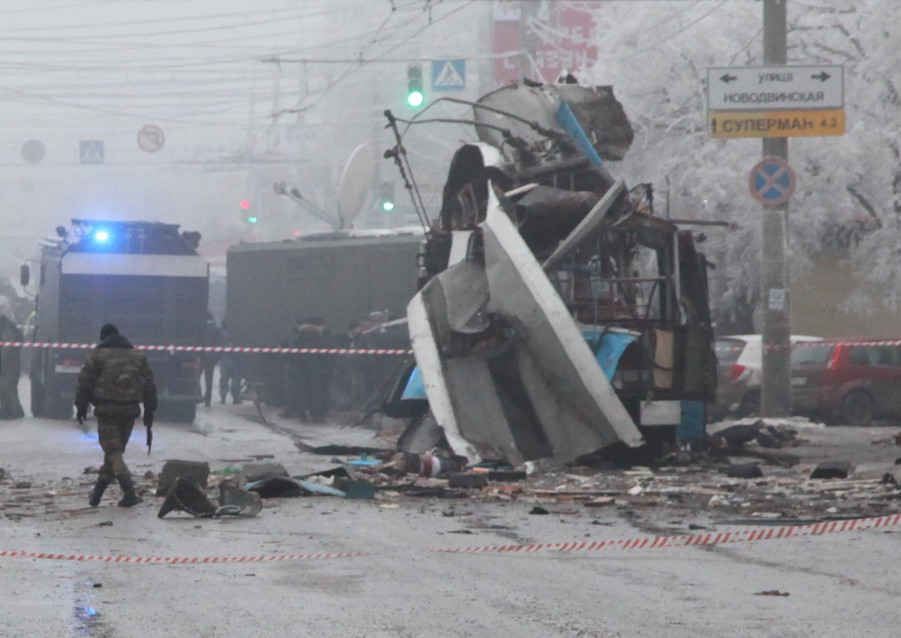
Imagem do ônibus destruído.

Pouco menos de 24 horas após o primeiro atentado, às 08:30  (hora local) do dia 30, outro atentado ocorreu no sistema de trólebus da cidade, com uma explosão dentro de um dos ônibus elétricos integrante do transporte coletivo urbano de Volgogrado, causando a morte de ao menos mais quatorze pessoas. A explosão ocorreu dentro de um ônibus lotado de passageiros perto do mercado do distrito de Dzerzhinsky. O teto do veículo foi removido com a explosão e vidraças de prédios próximos destruídas com a onda de choque da detonação.
Um dedo masculino encontrado colado a um pino de granada permitiu aos investigadores concluírem que o atentado foi cometido ao menos por um homem, ainda não identificado. Entre as vítimas das duas explosões  estavam cidadãos de quatro regiões diferentes da Federação Russa e um da Armênia.